# Svartvik
Svartvik est une localité de la commune de Sundsvall dans le comté de Västernorrland en Suède.
Sa population était de 981 habitants en 2019.